# Fedja van Huêt
Fedja van Huêt (nacido el 21 de junio de 1973) es un actor de teatro y cine neerlandés.

## Vida y carrera
Van Huêt nació en La Haya y recibió su formación profesional en la Academia de Artes Dramáticas de Maastricht. Formó parte del conjunto de las compañías de teatro RO Theatre y Theatrecompagnie/Hollandia. En la actualidad, Van Huêt está conectado con Toneelgroep Amsterdam.
En 2001 recibió el premio Becerro de Oro, el premio cinematográfico más prestigioso de los Países Bajos, al mejor actor por la película AmnesiA.
Van Huêt ha estado en relaciones con las actrices Katja Schuurman y Halina Reijn. Está casado con la actriz Karina Smulders.

## Filmografía seleccionada

### Películas
- Return to Oegstgeest (1987) como Peter
- Carácter (1997) como Jacob Willem Katadreuffe
- Wilde Mossels (2000) como Leen
- AmnesiA (2001)
- The Preacher (2004) como Crime Lawyer
- Waiter (2006) como Ralph
- Loft (2010) como Bart
- The Zigzag Kid (2012) como Jacob
- Daylight (2013)
- Soof (2013)
- Lucia de B. (2014)
- Bloed, zweet &amp; tranen (2015) como Tim Griek
- The Little Gangster (2015)
- J. Kessels (2015)
- De Held (2016)
- Amsterdam Vice (2019)
- Grenslanders (2019)
- Soof 3 (2022)
- Gæsterne (2022)
- Maxton Hall — The World Between Us (2024) como Mortimer[3]

### Televisión
- Baantjer
- Oppassen!!!
- Goede tijden, slechte tijden
- Overspe